# Simone il Cananeo
Simone (detto lo Zelota nel vangelo di Luca e il Cananeo nei vangeli di Marco e Matteo; Cana, 5 – Pella o Suanir, 65) è stato uno degli apostoli di Gesù, ma ben poco è stato tramandato della sua figura, a parte il nome. Viene venerato da tutte le Chiese cristiane che ammettono il culto dei santi.

## NelNuovo Testamento

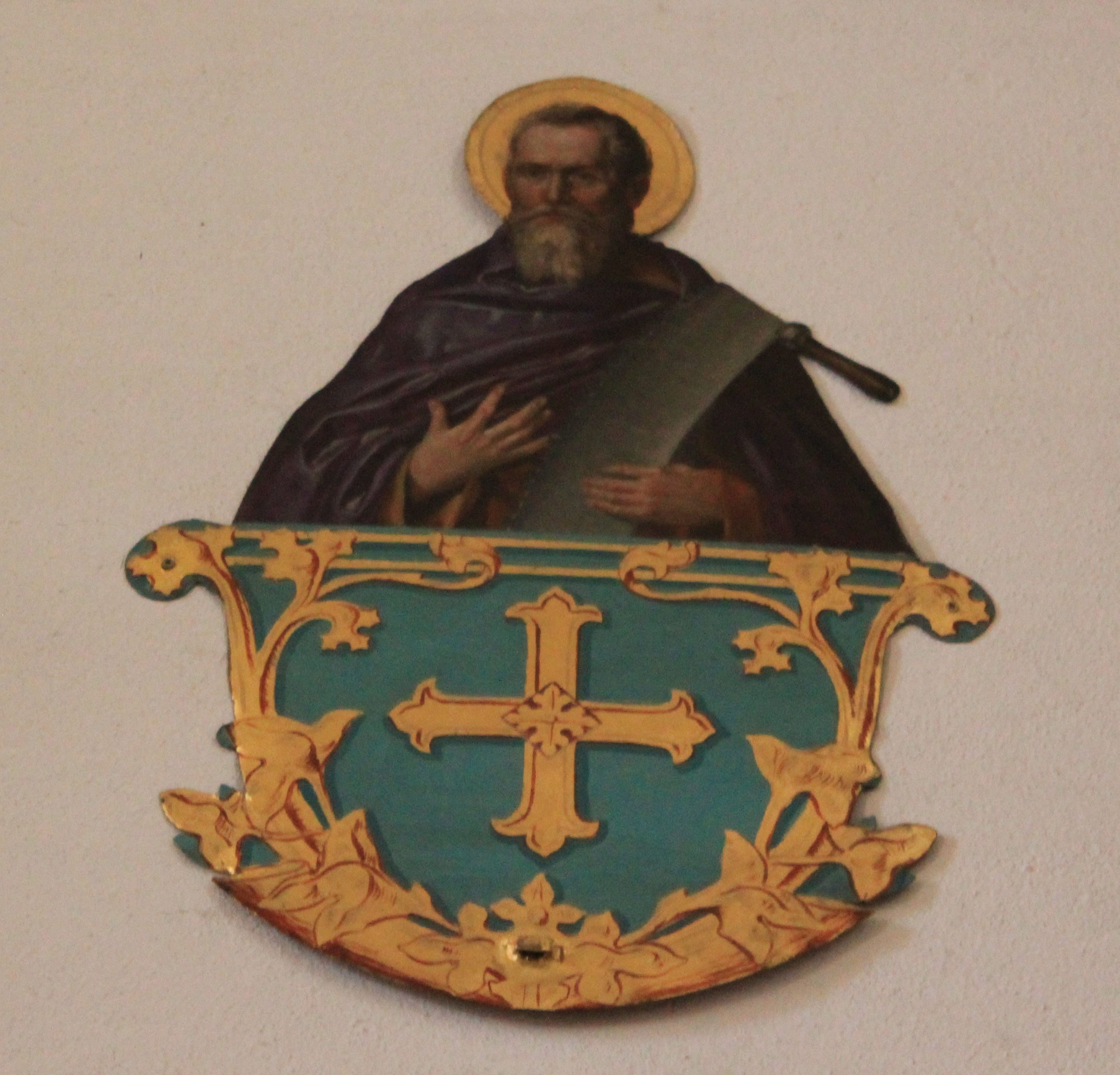
Simone lo Zelota raffigurato in una chiesa di Irschen.

Il nome di Simone appare in tutte le liste di apostoli dei Vangeli sinottici e degli Atti degli Apostoli, senza però altri dettagli. Tuttavia San Girolamo non lo incluse nel De viris illustribus. 
Per distinguerlo da Pietro, fu chiamato "il Cananeo" o "lo Zelota" o lo "Zelote". Entrambi i nomi hanno il medesimo significato, in quanto cananeo deriva dalla parola ebraica qana che indica il movimento degli zeloti; in seguito "cananeo" fu tradotto erroneamente come "proveniente da Cana" o anche "da Canaan"; per questo, la traduzione della parola come il Cananeo o il Canaanita è puramente tradizionale e senza paralleli extra-canonici
. Una seconda interpretazione potrebbe essere che sua madre fosse appunto cananea. 
Simone è l'unico apostolo che può essere associato con certezza al ribellismo zelota (fondato da Giuda il Galileo) e che costituì per i romani del tempo un grave problema politico e militare. 
Nel Nuovo Testamento Simone lo Zelota non è mai identificato con il fratello-cugino di Gesù citato nel Vangelo secondo Marco:
Ma Eusebio da Cesarea lo identifica con Simone figlio di Cleopa e cugino del Salvatore (in quanto Cleopa era fratello di Giuseppe), considerato il secondo vescovo di Gerusalemme dopo Giacomo il Giusto, morto crocifisso alla veneranda età di 120 anni dopo essere sopravvissuto a innumerevoli torture per diversi giorni 
Questa identificazione, sommata al fatto che l'epiteto “il Cananeo” veniva tradizionalmente inteso come “d’origine dalla città Cana di Galilea”, ha indotto la tradizione orientale bizantina ha identificare l'apostolo Simone con lo sposo dell'evento delle nozze di Cana di Galilea, il primo miracolo del Signore.

## La tradizione posteriore

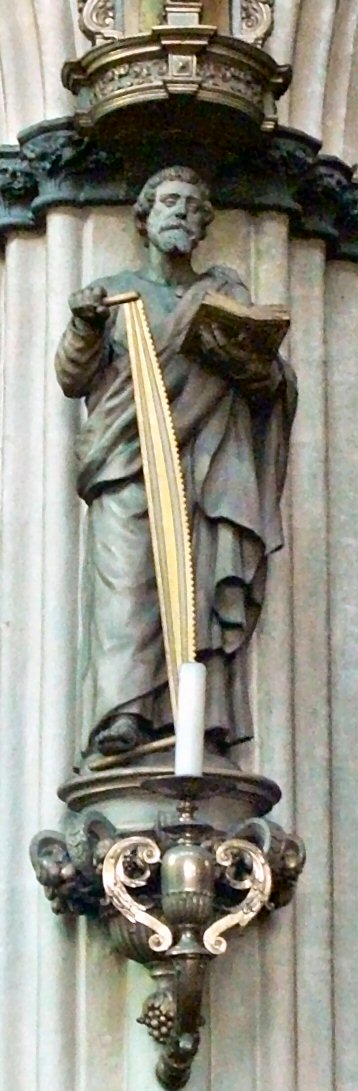
San Simone Zelota con l'attributo della sega (Chiesa di Nostra Signora a Bruges).

Isidoro di Siviglia registrò tutti gli aneddoti su san Simone nel De ortu et obitu Patrum qui in Scriptura laudibus efferuntur, ma l'intera collezione di leggende è presentata nella Legenda Aurea di Jacopo da Varazze. Si crede che l'apostolo Simone sia sepolto a Komani, Abcasia, o a Lanciano.
La tradizione agiografica più famosa è quella riportata dalla Legenda Aurea, secondo la quale, dopo aver evangelizzato l'Egitto, Simone seguì Giuda in Persia e Armenia, dove furono entrambi martirizzati. Pertanto Simone è spesso associato con Giuda Taddeo nella venerazione e insieme vengono ricordati il 28 ottobre.
Vi sono molte altre tradizioni sul personaggio singolo. Alcuni dicono che visitò il medio Oriente e l'Africa; altri, indubbiamente condizionati dall'appellativo "lo Zelota", hanno ipotizzato che sia stato coinvolto nella rivolta dei giudei del 66/70 contro l'Impero romano; altri ancora sostengono che abbia visitato la Britannia e sia stato martirizzato nel Lincolnshire.
Nell'apocrifa Epistula Apostolorum, nella polemica contro gli gnostici, si cita Simone tra gli autori della lettera come Giuda lo Zelota e alcune traduzioni in latino del Vangelo di Matteo sostituiscono addirittura Giuda Taddeo con Giuda lo Zelota. Alcuni pensano erroneamente che questo indichi che Simone si possa sovrapporre alla figura di quel Giuda citato in Giovanni 14, 22: Gli disse Giuda, non l'Iscariota: «Signore, come è accaduto che devi manifestarti a noi e non al mondo?» In realtà si tratta di Giuda Taddeo apostolo e cugino primo di Gesù.
Il simbolo o attributo principale di san Simone è una sega poiché secondo la tradizione fu martirizzato con questo strumento.
In definitiva a parte le leggende, i si dice e la tradizione cristiana dei padri della chiesa, su questo personaggio non esiste alcun documento storico.

## Reliquie
Le reliquie di San Simone sarebbero conservate nella Basilica di San Pietro in Vaticano, al centro dell'abside del transetto con altare dedicato a San Giuseppe.
Secondo la tradizione, confermata da lettere autentiche conservate nel Museo diocesano, nel 1438 un francescano lancianese di nome Jacopo si recò a Venezia, per venerare le reliquie dei santi Simone e Giuda nella basilica omonima. Il frate fu così colpito che decise di portare qualche reliquia a Lanciano per scongiurare la città dalle carestie. Prese la testa di Simone e un avambraccio e la tibia di Giuda Taddeo. Alla scoperta, il doge di Venezia scrisse al vescovo di Chieti, che però si rifiutò di riconsegnare le reliquie. Il doge allora dichiarò guerra a Lanciano e organizzò l'attacco per mare, partendo da San Vito Chietino, che allora si chiamava solo "San Vito". Tuttavia, il doge commise un errore, attaccando San Vito dei Normanni. A quel punto il re di Napoli Ferdinando ordinò il cessate il fuoco. Solo un secolo più tardi Venezia, con una bolla ufficiale, riconobbe la nuova proprietà lancianese delle reliquie.
Oggi le presunte reliquie dei due santi si trovano nella cappella omonima del complesso conventuale di Sant'Agostino, in via dei Frentani a Lanciano.